# Volvo 66

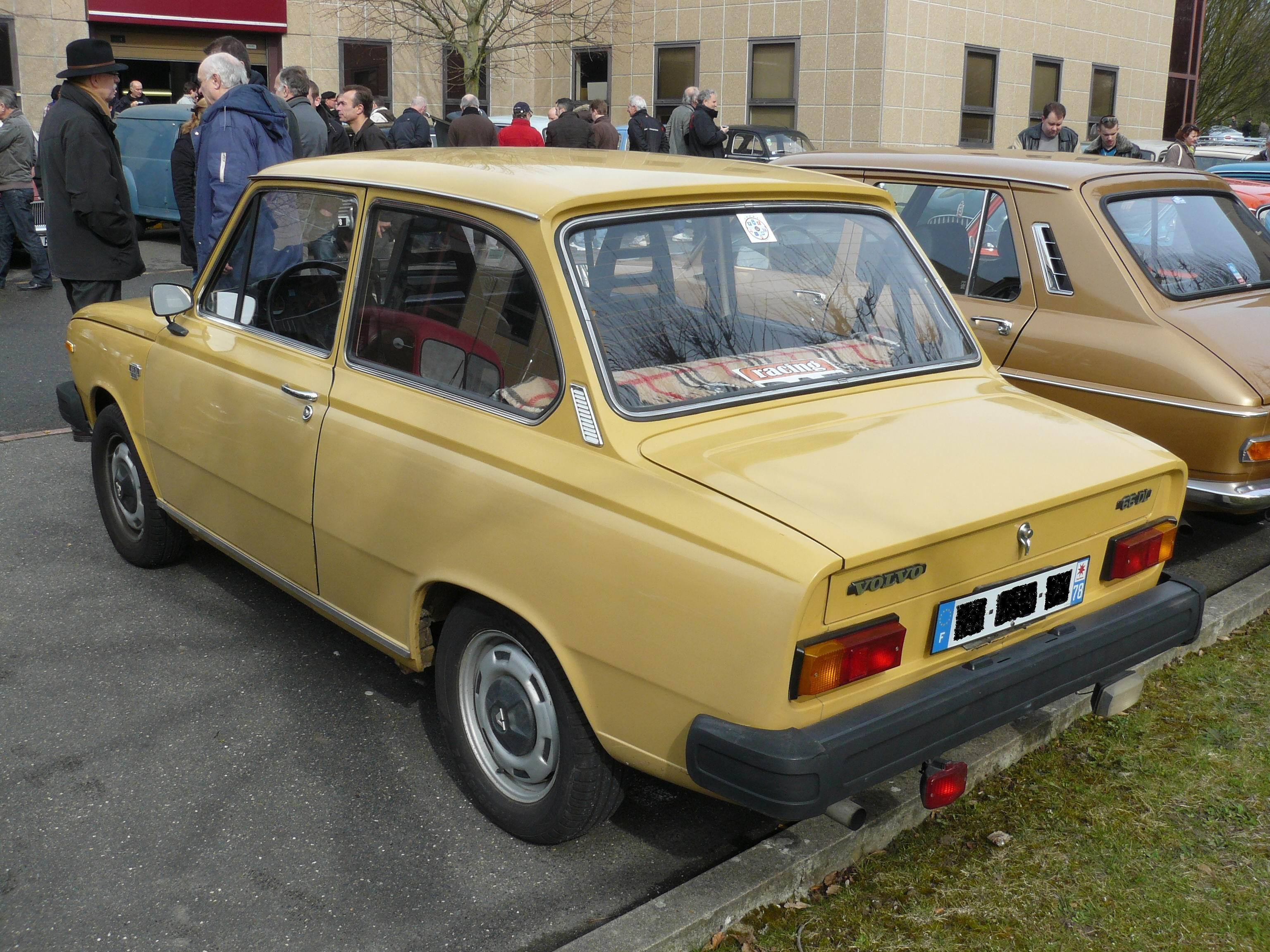
Vue arrière d'une Volvo 66 DL.

La Volvo 66 est une automobile du constructeur automobile suédois Volvo.
Il s'agit d'une exception et d'une voiture particulière dans l'histoire de ce constructeur, à l'architecture et de conception très différente des autres voitures de la marque, et pour cause. En 1973, Volvo a racheté la firme néerlandaise DAF, dont elle a repris le modèle 66, en le modifiant quelque peu. La Daf 66 est une petite voiture qui succède à la Daf 55, équipée du « moteur Cléon-Fonte » Renault, de 1108 cm³ ou 1300 cm³ qui avait notamment été monté sur la Renault 8 dans ses différentes versions. Quant à la transmission elle est entièrement automatique, c'est un variateur à courroies, nommé variomatic. Ce dispositif ingénieux permet de faire varier les rapports de façon continue, par une transition progressive, en fonction du régime moteur ; il a été depuis repris sur certaines versions de Volvo 340. Daf a utilisé son expérience de la Formule 3 pour améliorer le dispositif. L'essieu oscillant des 44 et 55 a été remplacé par un pont De Dion. Les versions haut-de-gamme sont équipées de freins à disque à l'avant : la dénomination 'De Luxe' correspond à l'entrée de gamme. La Daf 66 existe aussi en version 'Super Luxe' et en version sportive 'Marathon' (aux voies élargies, avec des phares antibrouillard, et dont la puissance a été portée à 45kW) qui s'illustra en rallyes, notamment au Rallye de Monte-Carlo, au Tour de Corse, au Tour de France Automobile etc. entre les mains de Claude Laurent qui fut pilote d'usine pour Daf pendant 10 ans et qui remporta plusieurs victoires de classe avec. La Daf 66 existait en berline 2 portes, coupé 2 portes et Kombi break 3 portes presque similaire à la berline mais avec un coffre plus vertical. À partir de 1977 les Kombi sont équipés d'un essuie-glace arrière.
Au début des années 1970, l'armée néerlandaise a commandé à DAF un véhicule spécifique, appelé YA66, avec une carrosserie de torpédo légère, sans portes, avec toit en toile, de couleur kaki et mû par le 1108 cm³ : 1 201 exemplaires furent produits. Elle les revendit au début des années 90.
La Volvo 66 reprenait les caractéristiques et les éléments de la Daf 66 mais avec des équipements de sécurité propres à la marque, notamment des pare-chocs renforcés.
La production de ce modèle a été arrêtée au début des années 1980 après que la Daf 66 ait été produite à 146 297 exemplaires et la Volvo 66 à environ 106 000 exemplaires.

## Variantes DAF

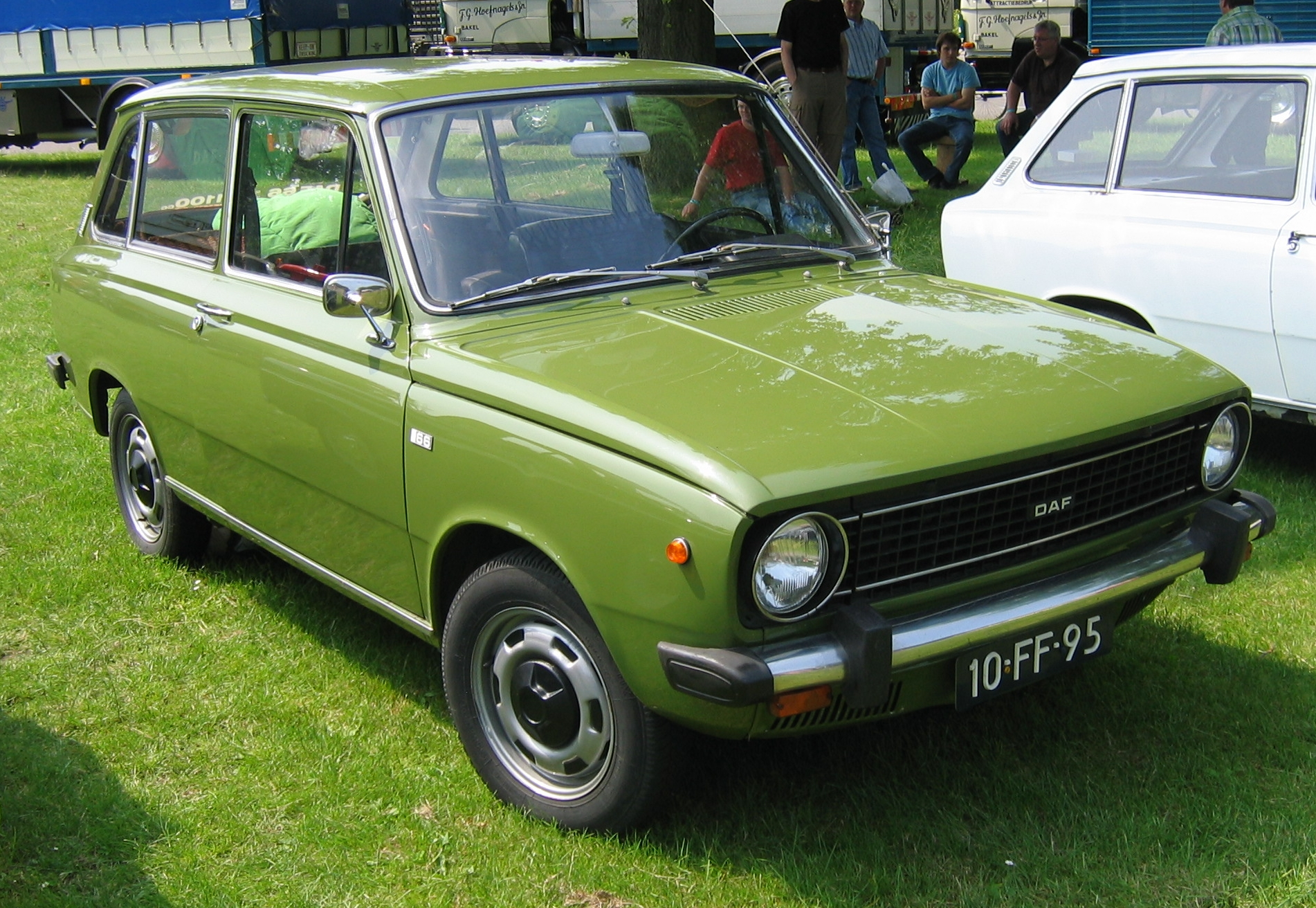
La DAF 66 en version combi

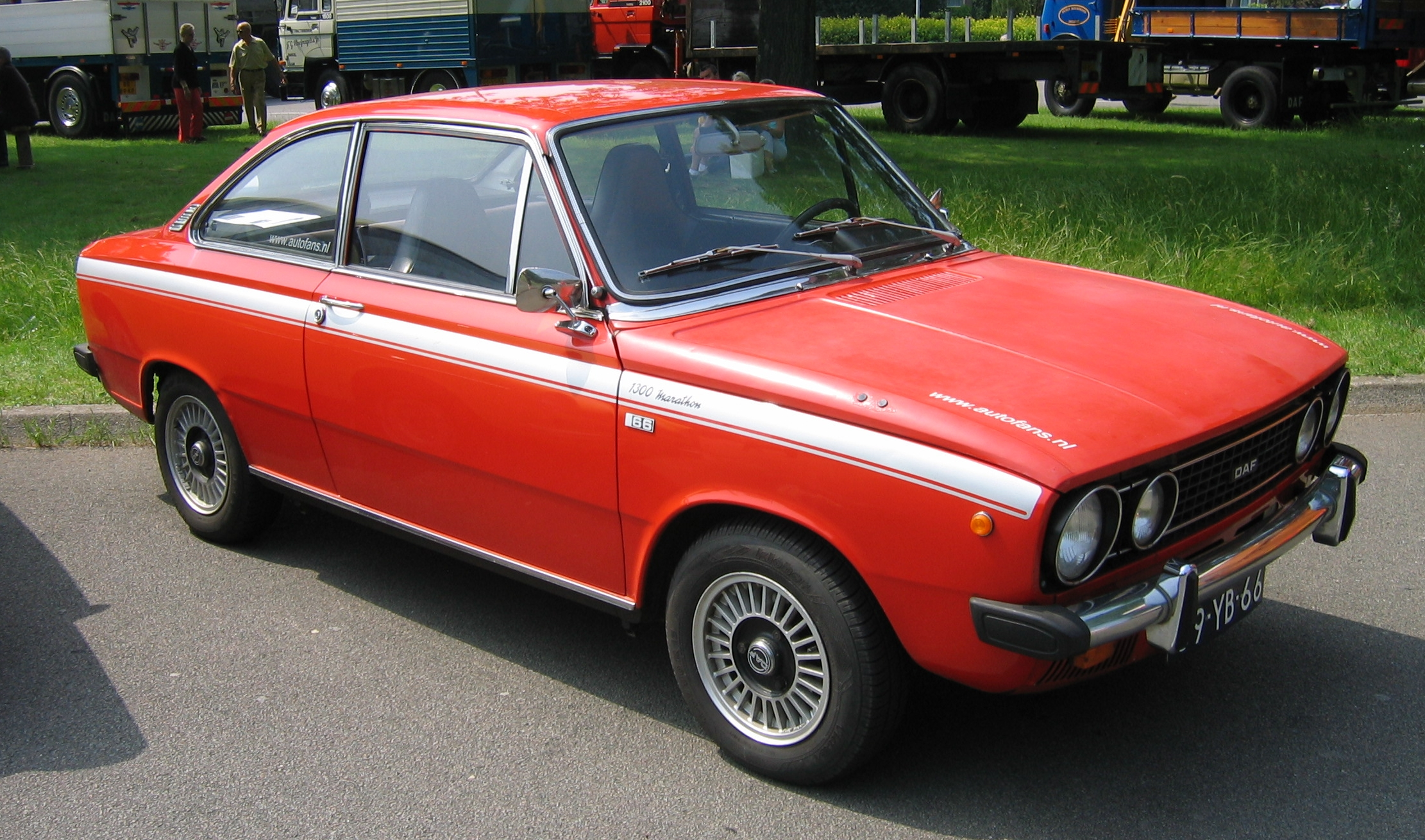
La DAF 66 en version Marathon

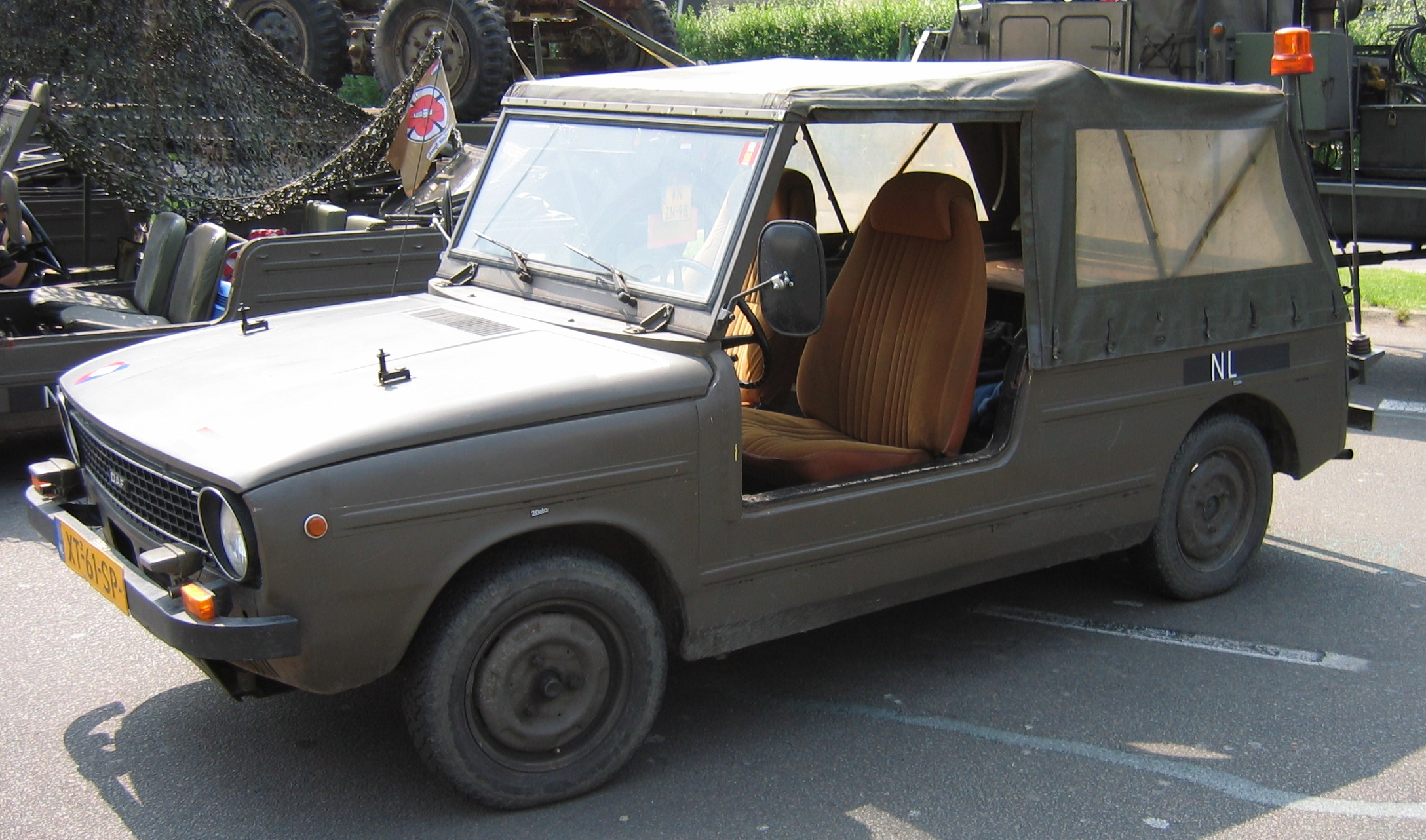
La DAF 66 en version militaire